# Scarabrute
Ne doit pas être confondu avec Scarhino.
Scarabrute (カイロス, Kailos, dans les versions originales en japonais) est une espèce de Pokémon de première génération. Il est fort physiquement et est de type insecte.
Depuis la sixième génération, Scarabrute peut méga-évoluer en Méga-Scarabrute.

## Création

### Étymologie
Son nom français est issu des mots « scarabée » et « brute ».
Son nom anglais et allemand « Pinsir » pourrait venir de pincer, en rapport avec les pinces sur sa tête.
Son nom japonais « カイロス Kailios » pourrait venir de kairiki (force surhumaine) et de koriós (scarabée, en grec).

## Description

### Scarabrute
Scarabrute a une énorme pince sur la tête. Il s'en sert pour écraser sa proie sous une pression de plusieurs tonnes. Mais s'il n'y arrive pas, il la jette violemment en l'air. Il a un léger handicap : une incapacité à se déplacer en milieu froid. Ce qui explique qu'il passe l'hiver à hiberner en pleine forêt. Il est assez fort pour porter un ennemi pesant 2 fois son propre poids avec ses pinces. Ces dernières rapprochent plus ce Pokémon des lucanes que des scarabées.

### Méga-Scarabrute
Méga-Scarabrute est un Pokémon de type insecte et vol et est la méga-évolution de Scarabrute. Il a le type vol en complément, lui permettant de voler. À la fin de la méga-évolution, il a souvent des crampes.

## Apparitions

### Jeux vidéo
Scarabrute apparaît dans la série de jeux vidéo Pokémon. D'abord en japonais, puis traduits en plusieurs autres langues, ces jeux ont été vendus à près de 200 millions d'exemplaires à travers le monde.

### Série télévisée et films
La série télévisée Pokémon ainsi que les films sont des aventures séparées de la plupart des autres versions de Pokémon et mettent en scène Sacha en tant que personnage principal. Sacha et ses compagnons voyagent à travers le monde Pokémon en combattant d'autres dresseurs Pokémon.
Il apparaît pour la première fois dans l'épisode 4, où son dresseur, un samouraï, affronte Sacha. Le Scarabrute bat le Roucoups de Sacha avec l'attaque Charge. Mais le Pokémon insecte sera vaincu par le Chrysacier de Sacha, dont la carapace est devenue trop dure pour lui à la suite de l'attaque Armure.